# Burg Bucu
Bucu ist ein abgegangener Slawischer Burgwall, der an der Stelle des heutigen Lübecker Burgklosters stand.

## Geschichte
Die Burg Bucu wurde wahrscheinlich im 8. Jahrhundert errichtet. Nachdem der Slawenfürst Gottschalk 1066 in Lenzen erschlagen worden war, übernahm Kruto nach harten Kämpfen die Herrschaft in Wagrien. Er vernachlässigte den Ort Liubice und konzentrierte sich traveaufwärts auf einen Werder zwischen Trave und Wakenitz, am Ort des späteren Burgklosters, auf die Wallburg Bucu. Die wirtschaftlichen Funktionen wurden gegen 1127 von Liubice auf den Stadthügel Bucu verlegt. 1143 gründete Adolf II. an dieser Stelle die heutige Stadt Lübeck. Ende des 19. Jahrhunderts wurde die Halbinsel durch den Bau des Elbe-Lübeck-Kanals und den Durchstich vor dem Burgtor mit der gesamten Lübecker Altstadt zur Insel.

## Ausgrabung
In den 1970er Jahren wurde die Burg von Archäologen ausgegraben. Die dazugehörige Siedlung, das Suburbium, wurde 1997 durch Rettungsgrabungen im Straßenraum der Kleinen Gröpelgrube freigelegt. Der freigelegte Raum bewies somit, dass der Bereich östlich der Burganlage vom 8. Jahrhundert/9. Jahrhundert bis zur Mitte des 12. Jahrhunderts durch Slawen als Siedlungsfläche benutzt wurde.
Im südlichen Abschnitt der heutigen Großen Burgstraße schützte ein 3,5 m breiter und 2,5 m tiefer Sohlgraben die Siedlung. Die nördliche Grenze befand sich vermutlich nördlich der heutigen Königstraße. Im Westen schloss die Siedlung direkt an die Burg an, während sie im Osten bis an die Wakenitz heranreichte. Alles in allem umfasste das Siedlungsareal somit etwa 6 ha. Im Inneren der Siedlung fand man einige Grubenhäuser, Feuerstellen, Gruben und vor allem eine große Zahl an Keramikfunden zweier durchgehender Kulturgeschichten. In der Kleinen Gröpelgrube selbst fand man die Überreste einer Töpferei. Wahrscheinlich konnte sich die slawische Töpfertradition an dieser Stelle bis in die deutsche Zeit hinein halten, denn 1297 wird die Kleine Gröpelgrube (dt. Groper = Töpfer) als parva platea lutifigulorum (dt. kleine Straße der Lehmtöpfer) erstmals erwähnt.